# Aedes ibis
Aedes ibis är en tvåvingeart som beskrevs av Philip James Barraud 1931. Aedes ibis ingår i släktet Aedes och familjen stickmyggor. Inga underarter finns listade i Catalogue of Life.